# Hugh MacColl
Hugh MacColl (1837-1909) foi um matemático e lógico escocês.
Precursor da lógica modal (Symbolic Logic and its Applications, 1906), inspirando a obra de Clarence Irving Lewis.